# Лісництво Яковецьке
Лісництво Яковецьке (хутір Яковець) — колишнє лісництво та селище (хутір) в Україні Поліського району Київської області, що знято з обліку в зв'язку з відселенням мешканців внаслідок аварії на ЧАЕС.

## Історія
У 1900 році урочище Яковець (власн.). У ньому дворів — 2, жителів обох статей — 17 осіб, з них чоловіків — 7 і жінок — 10. Відстань від повітового міста до урочища — 135 верст, від найближчих: залізничної станції — 139 верст, пароплавної, телеграфної та казенної поштової — 50 верст, земської поштової — 20 верст. Залізнична станція має назву "Київ", пароплавна — "Чорнобиль". Телеграфна станція знаходиться у м. Чорнобиль, земська поштова — в с. Мартиновичі. В урочищі рахується 2 десятини землі, що належать Сергію Федоровичу Ладижинському. В урочищі є 1 смолокурний завод. Урочище підпорядковувалося Мартиновицькій волості.
На мапі 1924-1926 років позначено невеликий хутір Яковець, поруч з яким розташоване лісництво, що знаходиться біля річки Ілля. На картах 1930–1940 років зазначено, що на хуторі було три господарства. У 1926 році налічувалося сім господарств, населення становило 27 осіб (12 чоловіків і 15 жінок), усі — українці.
До аварії на Чорнобильській АЕС лісництво Яковецьке слугувало як невелике селище та лісництво (Яковецький лісоучасток Поліського лісового господарства). Як населений пункт воно підпорядковувалося Веснянській сільській раді Поліського району Київської області. У 1980-х роках у лісництві було 10 дворів. Ймовірно, населення становило не більше 50 осіб, здебільшого — працівники лісництва.
Після аварії від Поліського лісгоспзагу було відведено до «чорної» зони та 30-кілометрової зони близько 56 000 га лісу, через що ліквідували 4 лісництва: Яковецьке, Річицьке, Товстоліське, Луб'янське. Жителів селища переселили у 1986 році до села Гланишів Переяслав-Хмельницького району, а лісництво було покинуте через сильне радіоактивне забруднення.
Після Чорнобильської катастрофи селище/лісництво увійшло до 10-кілометрової зони відчуження через сильне радіоактивне забруднення, незважаючи на те, що воно розташоване майже за 34 кілометри від ЧАЕС і є найвіддаленішим населеним пунктом, включеним до цієї зони.
Офіційно зняте з обліку 1999 року через відсутність населення. 
З 2017 року мало відбутися відновлення мосту через річку Ілля до лісництва Яковецьке, але воно так і не відбулося.
З лютого по квітень 2022 року лісництво було окуповане російськими військами внаслідок вторгнення 2022 року.

## Об'єкти природно-заповідного фонду
- Вікові дубові насадження
- Вільхові насадження професора Товстоліса
- Іллінський заказник